# فهرست ارک‌ها
ارک‌ها در داستان‌های جی. آر. آر. تالکین موجوداتی خیالی اند که در سرزمین میانی زندگی می‌کنند. در داستان‌های هابیت، سیلماریلیون، افسانه‌های ناتمام، تاریخ سرزمین میانی و ارباب حلقه‌ها دربارهٔ آن‌ها سخن به میان آمده‌است.

## آ

### آزوگ
یکی از رهبران اورک‌های موریا بود و جنگ دورف‌ها و اورک‌ها که در طی آن ترور یکی از سه پسر داین اول به خاک افتاد را آغاز کرد. آزوگ توسط داین پاآهنین در نبرد آزانول بیزار کشته شد. آزوگ بزرگ، قدرتمند و چابک بود.

## ا

### اوگ لوک
اورکی در خدمت سارومان. رهبر دستهٔ اورکی بود که مری برندی‌باک و پیپین توک را در دروازهٔ گالن گرفتند.

## م

### مائوهور
اورکی که در خدمت سارومان بود (ممکن است او یک اوروک باشد اما این مسئله گفته نشده). مائوهور برای تقویت سپاه اوگلوک که همراه با مری و پیپین در راه بازگشت به ایزنگارد بود فرستاده شد. او زمانی به آن‌ها رسید که ائومر اورکها را در کنار جنگل فنگورن محاصره کرده بود. او حمله ی سپاهش به روهیریم را رهبری کرد، اما با شکست مواجه شد. گرچه سرنوشت مائوهور مشخص نشده اما به نظر میرسد که همراه سربازانش به دست روهیریم کشته شده باشد.

## ی

### یوف ثاک
اُرکی در خدمت برج کریث آنگول، تحت فرمان شاگرات. چندین روز ناپدید شد ولی در نهایت رفقای اُرکش او را پیدا کردند که توسط شالوب مسموم شده و در تارهای او زخمی بود. وقتی او را پیدا کردند از تأثیر سم شفا پیدا کرده و کاملاً به هوش بود. از آن جایی که اُرک‌های برج اطمینان نداشتند شلوب قصد دارد پی غنیمتش برگردد یا نه یوف ثاک را با سرنوشتش تنها گذاشتند.